# Partit Democràtic (Bulgària)
El Partit Democràtic (búlgar Демократическа партия, Demokraticheska partia, DP) és un partit polític de Bulgària, d'ideologia centre-dretana, liderat per Aleksàndar Pramatarski. Va ser fundat el 1895 com a successor de l'antic Partit Liberal de Petko Karavèlov. Els seus dirigents havien estudiat a Europa Occidental, i el seu òrgan era Priaporets (Пряпорец). El 1906 va patir l'escissió del Partit Radical Democràtic de Bulgària. El 1941 va rebutjar l'oferta del Partit Comunista Búlgar d'unir-se al Front Patriòtic (Отечествен фронт), i el 1947 fou prohibit.
El 1989 es va reconstituir i ingressà al Partit Popular Europeu. A les eleccions legislatives búlgares de 1997, 2001 i 2005 s'hi ha presentat com a part de la coalició Forces Democràtiques Unides. A les eleccions legislatives búlgares de 2009 la direcció del partit recomanà el vot a LIDER, però alguns sectors descontents recomanaren votar a la Coalició Blava.

## Líders del partit
- Petko Karavèlov 1896 - 1903
- Aleksàndar Malinov 1903 - 1938
- Nikola Mustxanov 1938 - 1947
- Boris Kiurtxiev (1908 - 2002) 1989 – 1990
- Stèfan Savov 1990 - 2000
- Aleksàndar Pramatarski 2000 -